# Каскабасов, Батыркаир
Батыркаир Каскабасов (1939 год — 2013 год, Костанай) — старший чабан Сулукольского овцеплемзавода имени XXIII съезда КПСС Семиозёрного района Кустанайской области, Казахская ССР. Герой Социалистического Труда (1981).

## Биография
После Великой Отечественной войны трудился подпаском, чабаном в овцеводческом совхозе «Сулукольский» имени XXIII съезда КПСС Семиозёрного района. Занимался выращиванием овец породы североказахский меринос сулукольского типа. В 70-х годах ежегодно получал в своей отаре не менее 150 ягнят от каждой сотни овцематок. Позднее был назначен старшим чабаном.
Бригада Батыркаира Каскабасова ежегодно перевыполняла план по выращиванию ягнят и настригу шерсти. В 1980 году бригада получила в среднем по 133 ягнёнка от каждой сотни овцематок и настригла в среднем по 6,2 килограмма шерсти с каждой овцы. Сохранность поголовья в этом году составила 100 %. Всего за годы Десятой пятилетки (1976—1980) бригада вырастила 4907 ягнят и настригла 254,3 центнера шерсти. Указом Президиума Верховного Совета СССР от 19 февраля 1981 года за выдающиеся успехи, достигнутые в выполнении планов и социалистических обязательств по продаже государству в 1980 году миллиарда пудов зерна и перевыполнении планов десятой пятилетки по производству и закупкам хлеба и других сельскохозяйственных продуктов удостоен звания Героя Социалистического Труда с вручением ордена Ленина и золотой медали «Серп и Молот».
Неоднократно участвовал во Всесоюзной выставке ВДНХ в Москве, где получил две серебряные и две бронзовые медали.
Скончался в одном из пригородов Костаная.

## Награды
- Орден Ленина — дважды
- Орден Трудового Красного Знамени
- Орден «Знак Почёта»
- Орден Октябрьской Революции